# Vibe (rivista)
Vibe è una rivista statunitense dedicata all'hip-hop e alla black music in generale.
Vibe viene fondata da Quincy Jones e vede il primo numero nel settembre del 1993. Nel 1996 istituisce i Vibe Music Seminar incontri con i migliori esponenti afroamericani dello spettacolo. Dal 2003 istituisce i Vibe Awards, premi assegnati agli artisti secondo diverse categorie.

## Nella cultura popolare
L'articolo di Vibe del maggio 1998 Racer X di Ken Li è accreditato da Rob Cohen e Neal H. Moritz come l'ispirazione principale per il film d'azione del 2001 Fast and Furious e il successivo franchise mediatico, con il film originariamente intitolato Racer X di Moritz dopo l'articolo di Li prima di essere infine ribattezzato dopo l'omonimo film del 1954.